# Polsk-sovjetiska kriget 1939

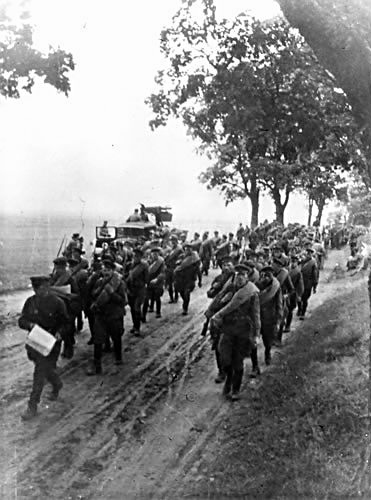
Sovjetiska trupper rycker in i Polen i september 1939.

Det polsk-sovjetiska kriget var ett krig inom andra världskriget som utkämpades mellan Polen och Sovjetunionen och varade mellan den 17 september och den 6 oktober 1939.
Den 1 september hade Nazityskland invaderat Polens västra delar, som blev startskottet för andra världskriget. Efter en veckas strider stod tyska trupper utanför Warszawa. 
Den 17 september gick Nazitysklands allierade sovjetiska styrkor utan krigsförklaring över Polens östra gräns och bidrog på så sätt till andra världskrigets utbrott.

## Molotov-Ribbentroppakten
Stalins polska fälttåg blev möjligt tack vare Molotov-Ribbentroppakten som Nazityskland och Sovjetunionen skrev under den 23 augusti samma år och där man i ett hemligt tillägg delade upp östra Europa i respektive lands intressesfär.
Händelsen betraktas som en del av andra världskriget, men i sovjetisk historieskrivning kallades den för "befrielsen av västra Ukraina och västra Vitryssland"

## De sovjetiska styrkorna
De vitryska och ukrainska fronternas arméer bestod av 8 skytte-, 5 kavalleri- och 2 stridsvagnskårer, 21 skytte- och 13 kavalleridivisioner, 16 stridsvagns- och 2 motoriserade brigader, samt Dneprs krigsflottilj, totalt 617 588 soldater och officerare, 4 959 kanoner och granatkastare, 4 733 stridsvagnar och 3 298 flygplan. Förutom dessa stridande tjänstgjorde vid den sovjetiska gränsen omkring 16 500 män ur NKVD:s distrikt i Vitryssland och Kiev.

## Slag under det polsk-sovjetiska kriget
- Slaget om Lviv
- Slaget om Vilnius
- Slaget om Grodno
- Slaget vid Shatsk
- Slaget vid Vytychno

## Förluster i kriget
I detta krig förlorade Sovjet 1 700–3 000 stupade, och upp till 10 000 sårade. Sovjetunionen förlorade också 17 stridsvagnar, 6 flygplan, 6 kanoner och granatkastare och 36 bilar. Enligt polska uppgifter förlorade Röda armén omkring 2 500 man, 100 pansarbilar och 20 flygplan.
Den polska sidans förluster uppgick till 3 000 döda, 10 000 sårade och 454 700 krigsfångar. Enligt ryska uppgifter blev merparten av Polens 900 kanoner och 600 flygplan sovjetiska troféer, en uppgift som kan ifrågasättas då det polska flygvapnet endast bestod av 400 maskiner varav merparten förstördes av tyskarna i strider. Lika opålitliga är uppgifterna om endast 700 sovjetiska soldater stupade, uppgifter som vidhölls fram till 1993.

## Röda arméns behandling av befolkningen i de besatta områdena
Röda arméns förhållande till lokalbefolkningen var mestadels fredligt, men det förekom övergrepp som dock inte sanktionerades från högsta ort. Egenmäktigt förfarande bestraffades av de sovjetiska myndigheterna när det uppdagades. Ett exempel på detta är då kommissarien i det 148:e kavalleriregementet, Olejnikov, fattade misstanke om att 12 polacker och 4 ukrainska bönder i byn Grigorovo hade skjutit mot de sovjetiska trupperna. Han föreslog att dessa personer skulle arkebuseras. För detta blev han fråntagen sitt befäl och arméns särskilda avdelning (NKVD) började utreda fallet och kommissariens beteende.
Sovjetiska massavrättningar av militärer och civila drabbade, skedde under september 1939. Övergreppen skedde i bland annat Rohatyn (ukrainska: Рогатин), Grodno (vitryska: Горадня, Гродна), Nowogródek (vitryska: Наваградак, Nawahradak), Sarny (ukrainska: Сарни), Tarnopol (ukrainska: Тернопіль/Ternopil, till 1944 Тарнопіль/Tarnopil), Wołkowysk (vitryska: Волковыск/Vaŭkavysk), Oszmiana (vitryska: Ашмяны/Asjmiany, ryska: Ошмяны), Świsłocz (vitryska: Свiслач, ros. Свислочь) och Kosów Poleski (vitryska: Kocaва). I Grodno blev polska soldater avrättade genom att Röda armén krossade dem mot gatstenar med sina stridsvagnar. Polska Institutet för Nationellt Minne (Institut Pamięci Narodowej, IPN) utreder vissa av fallen. I spåren efter Röda armén anlände NKVD och utförde massarresteringar och avrättningar av polska lokala ledare och elit. Den polska organisationen Karta bedriver en vetenskaplig studie och har hittills publicerat uppgifter om 130 000 personer som utsattes för sovjetiskt förtryck, både krigsfångar och civila.

## Krigsfångar och deportationer

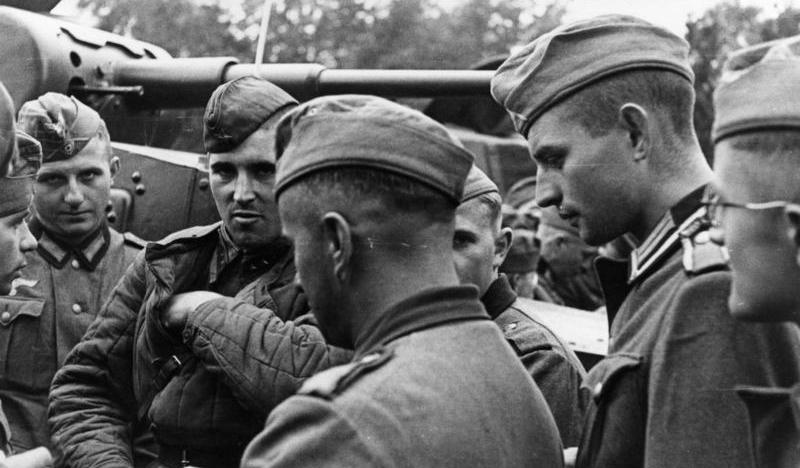
Förbrödning mellan ryska och tyska soldater i september 1939.

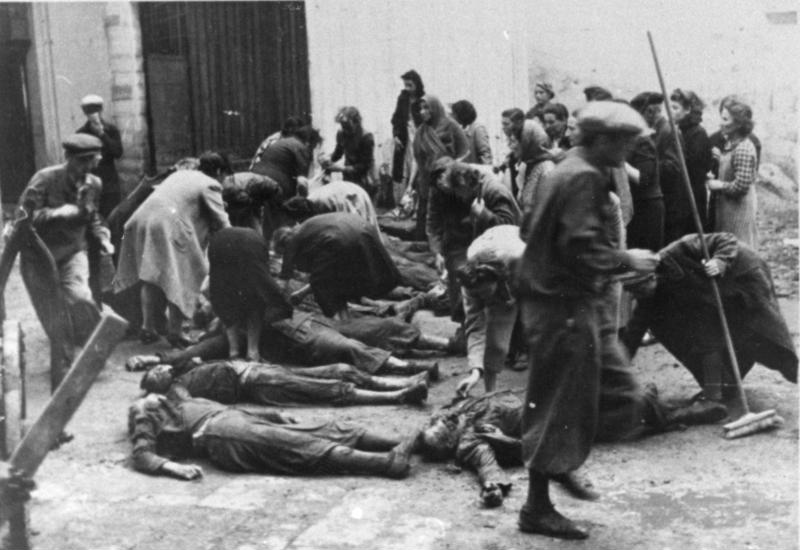
Offer för NKVD identifieras.

Sammanlagt mördades 21 892 polska medborgare i krigsfångeläger. Majoriteten av de polska fångarna som hade sin födelseort i västra Ukraina och västra Vitryssland (tidigare östra Polen) släpptes fria och fick återvända hem. Mellan den 25 september och den 7 oktober ankom till NKVD:s krigsfångeläger (vilka hade börjat inrättas den 22 september) 125 803 personer, vilket ledde till en överbelastning av lägren. Enligt ett beslut av den sovjetiska centralkommitténs politbyrå av den 3 oktober beslutades det att man skulle släppa hem de återstående krigsfångarna. Enligt beslut N. 575118 från Folkkommissariatet för försvaret (ung. Försvarsministeriet) av den 9 oktober började tåglaster med fångar att avgå från Baranovitji och Tarnopol och man föreskrev att krigsfångarna skulle förses med mat och sanitär vård. Fram till den 19 oktober hade 40 769 personer återvänt till sina hemorter. Mellan 1939 och 1941 överlämnade Sovjetunionen till Tyskland 43 054 personer som hade sina rötter i västra Polen, medan tyskarna överlämnade till Sovjetunionen 13 575 personer som hade sina rötter i de östra vojvodskapen.
Antalet polska krigsfångar uppskattas till över 230 000. Vid slutet av 1939 hölls cirka 170 000 krigsfångar i 139 läger.. Efter att ett antal fångar hade avrättats eller frigivits enligt ovan, uppskattas antal krigsfångar till 45 383, varav 42 763 kan namnges (uppgifterna bygger på den polska organisationen KARTA:s forskning). Under våren 1940 blev 14 587 polska officerare avrättade i massakrerna i Katyń, Charkow och Twer. Cirka 2 300 krigsfångar dog vid evakuering av lägren vid det tyska intåget 1941 (varav mellan 1 834 och 1 968 vid evakueringen av Lwów-lägret i juni 1941, genom att de mördades av fångvaktarna eller dog av skador vid tyskt bombangrepp ). Cirka 2 000 krigsfångar överlämnades under åren 1940-1941 till tyska ockupanter i Polen. 26 200 förblev i fångenskap till augusti 1941. Utöver dessa överlämnades mellan den 24 oktober och den 23 november 1939 42 492 krigsfångar till tyskarna och togs emot 13 757 krigsfångar. Av de sistnämnda blev officerare och poliser överlämnade till NKVD, medan övriga släpptes. Det saknas detaljerade uppgifter om den sista gruppen.
En del av de frigivna krigsfångarna, liksom civila och militära skogvaktare i östra provinserna och andra polacker arresterades och/eller deporterades i den efterföljande etniska rensningen. 65 000 arresterades i västra Ukraina, 43 000 i västra Vitryssland och 2 000 i Litauen, totalt 110 000, av dessa kan 24 106 kan namnges med hjälp av de tillgängliga källorna. Deportationen under 1940-1941 omfattade 320 000.
Längre fram utverkade den polska exilregeringen "amnesti" för de polska krigsfångarna och civila. Därmed förbättrades villkoren för de polska krigsfångarna och ett stort antal av dem tilläts bilda stridande förband som fick möjlighet att delta i kriget mot Tyskland på olika fronter runtom i världen. General Władysław Anders samlade  1942 ihop en armé på 74 000 soldater som utvandrade via Iran till Brittiska Palestinamandatet och sedan sattes in i kriget i Italien. Cirka 200 000 polska soldater stred under sovjetiskt kommando på östfronten i armén under general Zygmunt Berling vars trupper var med om att befria Polen och Tjeckoslovakien samt erövra Berlin. En av de mer kända personerna som kom att ansluta sig till polska enheterna under sovjetiskt kommando var Wojciech Jaruzelski (Polens ledare under 1980-talet och landets president 1990), som i krigets slutskede deltog i befrielsen av Warszawa.
KARTA anger med stöd av NKVD-dokument att amnestin omfattade: 26 160 krigsfångar, 132 463 militära bosättare och skogvaktare, 46 597 dömda och under utredning, 176 000 flyktingar och familjer. Summa 381 220 personer. Sovjetisk klassificering undvek begreppet "krigsfånge" och använde istället "internerade".

## Fotnoter
1. ↑  Alltfler enheter ur gränsskyddsförband och polska arméns enheter, som var stationerade längs Polens östra gräns, kommenderades till polsk-tyska gränsen innan eller under tyska invasionen. Gränsskyddsförbanden, som bevakade östra gränsen, inbegrep omkring 20 000 soldater.[1]
2. ↑  Reträtten från tyskarna avbröts och försvagade enheter av polska armén, vilket gör uppskattningar av deras styrka problematisk. Sanford beräknar att cirka 250 000 soldater befann sig i den sovjetiska framryckningens linjer och gjorde bara sporadiskt motstånd.[1]